# Don't Let Me Down (Gotthard)
Don't Let Me Down è il terzo singolo estratto da Need to Believe, l'ottavo album in studio della rock band svizzera Gotthard.
La canzone è stata pubblicata per il solo download digitale.
Nell'ottobre del 2010, in seguito alla prematura morte del cantante Steve Lee, il singolo ha raggiunto la posizione numero 41 della classifica svizzera.

## Tracce
iTunes Single
1. Don't Let Me Down (versione radiofonica) – 3:49 (Steve Lee, Leo Leoni)
2. Don't Let Me Down (versione album) – 4:16 (Lee, Leoni)

## Classifiche
| Classifica (2010) | Posizione massima |
| ----------------- | ----------------- |
| Svizzera          | 41                |